# MIM-72 Chaparral
MIM-72A/M48 Chaparral és un sistema de defensa aeri de cota baixa que usa míssils AIM-9 Sidewinder. El llançador està basat en el xassís del M113. Va entrar en servei el 1969 i va ser donat de baixa el 1998 en l'exèrcit dels Estats Units. Va ser creat per usar-se conjuntament amb el M163 VADS.

## Característiques Generals (MIM-72A)
- Longitud : 2.90 m
- Diàmetre : 0.127 m
- Velocitat : Mach 01/05
- Distància : 500 m fins a 9000 m
- Altitud : 25 m fins a 4000 m
- Sistema guiat : Passiu amb infra rojos en alguns casos.
- Motor :  MK 50  motor del coet de combustible sòlid (12.2 kN) durant 7/4 s
- Cap explosiva : 12.2 kg  MK 48

## Usuaris
- Egipte
- Israel
- Marroc
- Perú
- Taiwan
- Tunísia
- Estats Units